# Polygrammodes flavescens
Polygrammodes flavescens là một loài bướm đêm trong họ Crambidae.